# Amstel Gold Race 1994
De Amstel Gold Race 1994 was 250 km lang en ging van Heerlen naar Maastricht. Op het parcours waren er 25 hellingen. Aan de start stonden 181 renners.

## Verloop
Na Maastricht ontsnapten zes man om aan de lus door België te beginnen: Bjarne Riis, Bruno Cenghialta, Didier Rous, Charly Mottet, Max Sciandri en Ivan Gotti. Riis en Rous ontsnapten, maar werden ingelopen op de Hallembaye. Daar trok Cenghialta door. Johan Museeuw was teruggekomen uit de achtergrond en sloot bij Cenghialta aan. In de sprint won Museeuw.

## Hellingen
De 25 hellingen gerangschikt op voorkomen op het parcours.

| 1. Adsteeg 2. Ubachsberg 3. Sibbergrubbe 4. Sint-Pietersberg 5. Bemelerberg 6. Brakkenberg 7. Dode Man 8. Schweiberg 9. Bovenste Bosch 10. Vijlenerberg 11. Gemmenicherweg 12. Drielandenpunt (Belgische kant) 13. Camerig | 14. Eperheide 15. Kruisberg 16. Eyserbosweg 17. Vrakelberg 18. Sibbergrubbe (2e maal) 19. Cauberg 20. Berg 21. Muizenberg 22. Saint Siméon 23. Hallembaye 24. Saint Pierre 25. Sint-Pietersberg |

## Uitslag
| rang | renner             | land      | tijd       |
| ---- | ------------------ | --------- | ---------- |
| 1    | Johan Museeuw      | België    | 6u 42' 34" |
| 2    | Bruno Cenghialta   | Italië    | z.t.       |
| 3    | Marco Saligari     | Italië    | op 0' 07"  |
| 4    | Alberto Volpi      | Italië    | z.t.       |
| 5    | Davide Rebellin    | Italië    | z.t.       |
| 6    | Steven Rooks       | Nederland | z.t.       |
| 7    | Claudio Chiappucci | Italië    | z.t.       |
| 8    | Gérard Rué         | Frankrijk | z.t.       |
| 9    | Richard Virenque   | Frankrijk | z.t.       |
| 10   | Didier Rous        | Frankrijk | z.t.       |

1966 · 1967 · 1968 · 1969 · 1970 · 1971 · 1972 · 1973 · 1974 · 1975 · 1976 · 1977 · 1978 · 1979 · 1980 · 1981 · 1982 · 1983 · 1984 · 1985 · 1986 · 1987 · 1988 · 1989 · 1990 · 1991 · 1992 · 1993 · 1994 · 1995 · 1996 · 1997 · 1998 · 1999 · 2000 · 2001 · 2002 · 2003 · 2004 · 2005 · 2006 · 2007 · 2008 · 2009 · 2010 · 2011 · 2012 · 2013 · 2014 · 2015 · 2016 · 2017 · 2018 · 2019 · 2020 · 2021 · 2022 · 2023 · 2024

Lijst van beklimmingen